# Ibn Hichâm
Ibn Hichâm de son nom complet Abû Muḥammad `Abd al-Mâlik Ibn Hichâm (???-vers 834) est un généalogiste et grammairien arabe. Bien que peu connu dans les récits Islamiques, ce personnage aux origines ambiguës et à la date de naissance inconnue est  l'auteur présumé d'un livre qui viendrait donner un remaniement à la première « biographie du prophète » Mahomet.

## Biographie
Ibn Hichâm est né à Bassorah, il a étudié les hadîths à Koufa en Irak puis il s'est installé en Égypte. Il est connu pour avoir remanié la première « biographie du prophète » Mahomet appelée sîra et écrite par Ibn Ishaq. Cette biographie est connue sous le nom de Biographie du messager de Dieu, Muhammad ben `Abd Allah ou La Biographie du prophète ou Biographie due à Ibn Hichâm.
Il a aussi écrit une histoire de l'Antiquité de l'Arabie du Sud Kitab al-Tijan.

### Sources
- (en) Cet article est partiellement ou en totalité issu de l’article de Wikipédia en anglais intitulé « Ibn Hisham » (voir la liste des auteurs).
- Janine et Dominique Sourdel, Dictionnaire historique de l'islam, éd. PUF,  (ISBN 978-2-130-54536-1)
- Biographie de Abû Muhammad Ibn Hishâm Al Himyarî - أبو محمد ابن هشام الحميري (d.213) (at-tawhid.net)